# Holcoceroides
Holcoceroides é um gênero de traça pertencente à família Agonoxenidae.